# Илоты

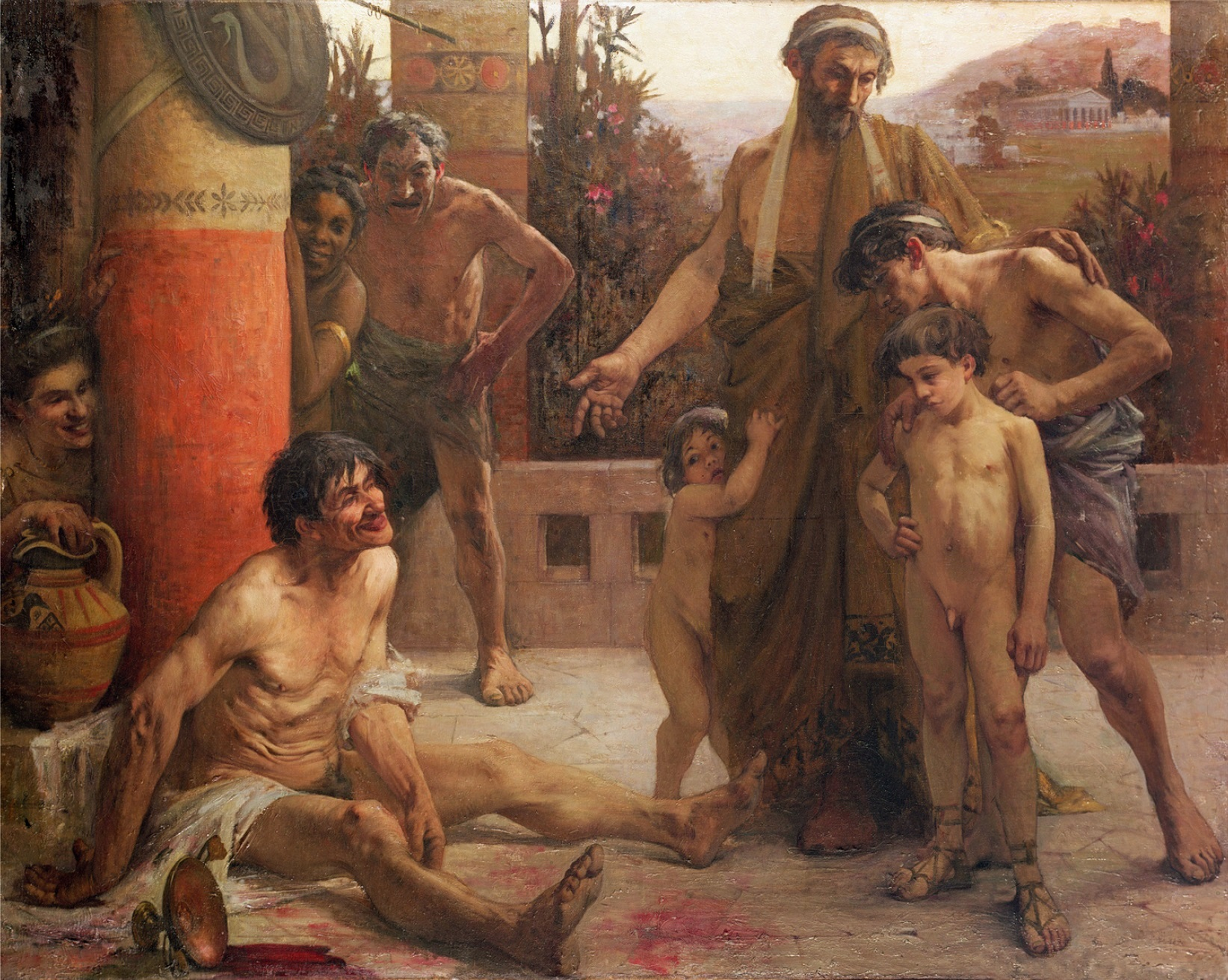
Фернан Сабатте. «Спартанец, показывающий пьяного илота своим сыновьям». 1900

Ило́ты (др.-греч. εἱλῶται, у спартанцев тж. δουλεῖαι) — в древней Спарте земледельцы, находящиеся на промежуточном положении между крепостными и рабами.
Происходили в Лаконии — от местного ахейского населения, в Мессении — от покорённых мессенцев (дорийцев). По другой версии илоты представляли собой отличные от греков племена, жившие в Лаконии до прихода Гераклидов (около XI века до н. э.). По сведениям Павсания, слово илоты означало «взятые в плен» и первоначально относилось только к покорённым жителям города Гелос, ахейцам. Греческий автор I века до н. э. Страбон так рассказал о происхождении и положении илотов в Спарте:

Все окрестные жители находились в подчинении у спартанцев, хотя пользовались общими с ними законами, принимали участие в делах республики и могли занимать должности (назывались они илотами). Однако Агис [мифический спартанский царь, потомок Геракла], сын Еврисфена, отнял у них равенство положения, обязавши платить Спарте дань. Все прочие подчинились; одни гелейцы, владевшие городом Гелосом, подняли восстание, были побеждены в войне и объявлены рабами с некоторыми, впрочем, ограничениями: чтобы господин не мог ни освободить такого раба, ни продать его за пределы Лаконики. Война эта названа была войною против илотов. Вообще весь институт илотов, который существовал всё время до покорения Лаконики римлянами, установлен Агисом и его товарищами.

Илоты считались собственностью рабовладельческого государства. Были прикреплены к земельным участкам отдельных семей правящего слоя — спартиатов. Илоты должны были предоставлять своим господам фиксированную часть урожая, и спартиат не имел права требовать от них больше. Поскольку илоты своим числом сильно превосходили спартиатов, те старались держать их в повиновении посредством террора, как морального, так и физического. Одним из орудий физического террора были криптии. Вот как Плутарх описывает криптии:

Вот как происходили криптии. Время от времени власти отправляли бродить по окрестностям молодых людей, считавшихся наиболее сообразительными, снабдив их только короткими мечами и самым необходимым запасом продовольствия. Днём они отдыхали, прячась по укромным уголкам, а ночью, покинув свои убежища, умерщвляли всех илотов, каких захватывали на дорогах. Нередко они обходили и поля, убивая самых крепких и сильных илотов.

Чтобы иметь формально законное оправдание убийств илотов, эфоры ежегодно объявляли илотам войну.
С моральной стороны, спартанцы старались внушить илотам комплекс неполноценности и с этой целью запрещали им иметь оружие, петь военные песни, и наоборот — заставляли петь песни непристойные; заставляли напиваться, чтобы показать молодёжи, как отвратительно пьянство; носить шапки из собачьего меха и так далее. По мнению Плутарха, жестокое обращение с илотами вошло в норму после сильного землетрясения 464 года до н. э., когда илоты, воспользовавшись временной слабостью спартанцев, бесчинствовали в Лаконии.
В эпоху греко-персидских войн илоты использовались спартанцами как легковооружённые воины. По словам Геродота, в битве при Платеях на каждого спартанского гоплита приходилось по 7 илотов. Во время греко-персидских войн, начиная с 424 года до н. э., в Спарте появилась традиция призывать на время войны лаконских илотов в качестве гоплитов с последующим дарованием им свободы.
О подробностях внутренних общественных взаимоотношений между спартанцами и илотами известно очень мало. В популярной литературе часто упрощённо называют илотов рабами, следуя авторам римской эпохи, но древнегреческие авторы V—IV веков до н. э. разделяли общественный статус илотов и рабов. Аристотель сообщает, что спартанцы заимствовали свои законы с Крита, и проводит аналогию между илотами Спарты и крепостными земледельцами на Крите. Дошедшие до нашего времени Гортинские законы на Крите позволяют уточнить взаимоотношения между илотами и спартанцами.